# Histoire des îles Britanniques

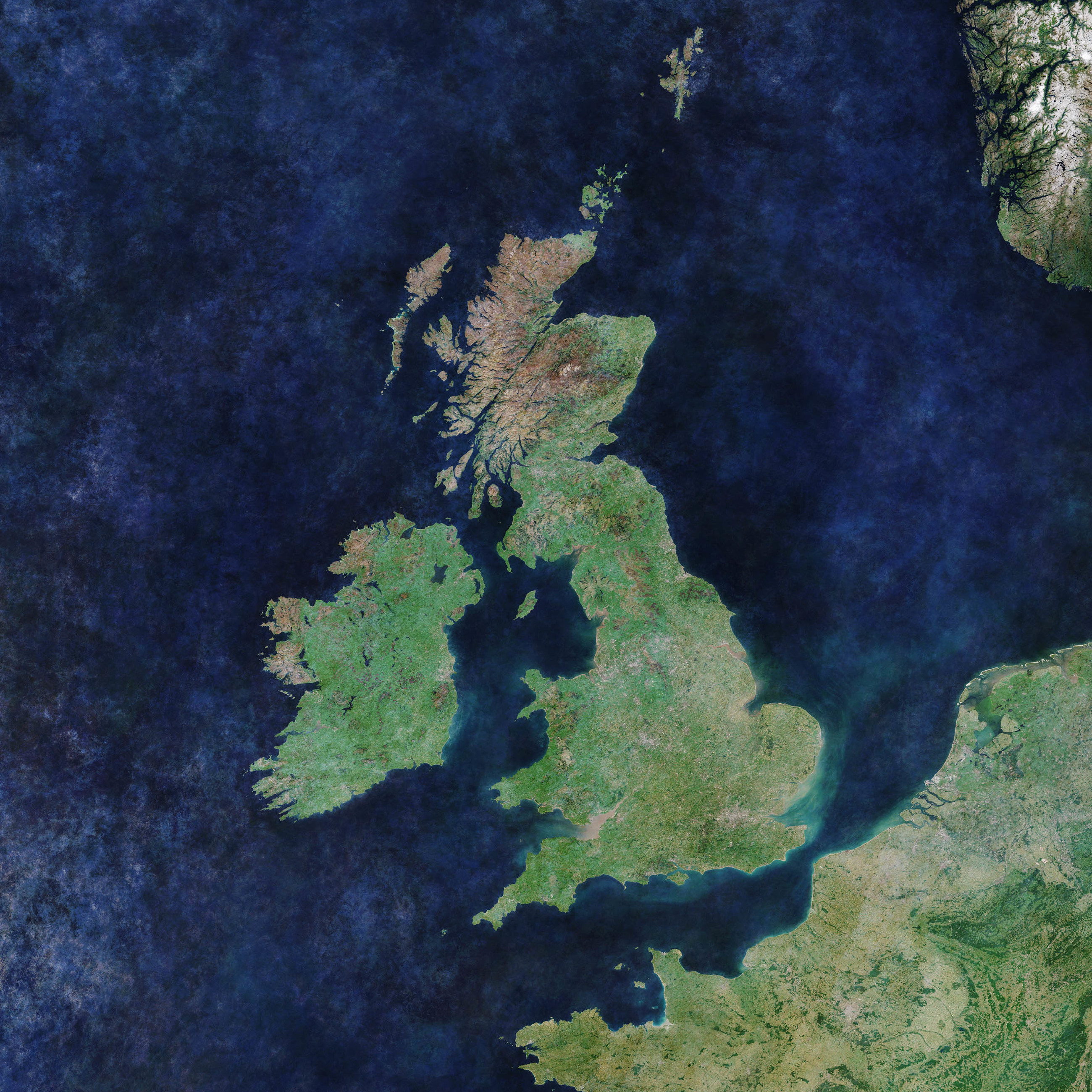
Les îles Britanniques.

L’histoire des îles Britanniques était, il y a quelques siècles, l’histoire de plusieurs États qui dominaient la Grande-Bretagne et l’Irlande. Ces différents territoires étaient cependant unifiés à des moments précis, notamment sous domination anglaise. L’histoire des îles Britanniques a également été influencée par des pouvoirs extérieurs et l’impact que ces peuples avaient sur le reste du monde.
Aujourd’hui, les îles Britanniques connaissent deux États souverains, l’Irlande et le Royaume-Uni. Trois territoires sont qualifiés de « dépendance de la Couronne » : Guernesey, Jersey et l’île de Man. Le Royaume-Uni peut encore être divisé en quatre Home Nations constituantes, il s’agit de l’Angleterre, de l’Irlande du Nord, de l’Écosse et du pays de Galles. Chacune de ces nations a son histoire propre et toutes, à l’exception de l’Irlande du Nord, étaient indépendantes à un moment donné.
Le monarque britannique était chef d'État de toutes les îles Britanniques après l’Union des Couronnes en 1603 jusqu’à la mise en œuvre du Republic of Ireland Act de 1949.

## Tableau chronologique
| Date           | État ou peuple                        | État ou peuple                        | État ou peuple               | État ou peuple                                      | État ou peuple                                         | État ou peuple                                   | État ou peuple                                                        | État ou peuple                                   | État ou peuple                                   | État ou peuple                                   | État ou peuple                                   | État ou peuple                                   | Évenements                                            |
| -------------- | ------------------------------------- | ------------------------------------- | ---------------------------- | --------------------------------------------------- | ------------------------------------------------------ | ------------------------------------------------ | --------------------------------------------------------------------- | ------------------------------------------------ | ------------------------------------------------ | ------------------------------------------------ | ------------------------------------------------ | ------------------------------------------------ | ----------------------------------------------------- |
| 8000 av. J.-C. | Habitants préhistoriques              | Habitants préhistoriques              | Habitants préhistoriques     | Habitants préhistoriques                            | Habitants préhistoriques                               | Habitants préhistoriques                         | Habitants préhistoriques                                              | Habitants préhistoriques                         | Habitants préhistoriques                         | Habitants préhistoriques                         | Habitants préhistoriques                         | Habitants préhistoriques                         |                                                       |
| 600 av. J.-C.  | Celtes                                | Celtes                                | Celtes                       | Celtes                                              | Celtes                                                 | Celtes                                           | Celtes                                                                | Celtes                                           | Celtes                                           | Celtes                                           | Celtes                                           | Celtes                                           |                                                       |
| 600 av. J.-C.  | Gaulois                               | Gaulois                               | Brittons                     | Brittons                                            | Brittons                                               | Pictes                                           | Pictes                                                                | Gaëls                                            | Gaëls                                            | Gaëls                                            | Gaëls                                            | Gaëls                                            |                                                       |
| 51 av. J.-C.   | Gallia Lugdunensis (province romaine) | Gallia Lugdunensis (province romaine) |                              |                                                     |                                                        |                                                  |                                                                       |                                                  |                                                  |                                                  |                                                  |                                                  |                                                       |
| 43 apr. J.-C.  | Gallia Lugdunensis (province romaine) | Gallia Lugdunensis (province romaine) | Britannia (province romaine) | Britannia (province romaine)                        | Britannia (province romaine)                           |                                                  |                                                                       |                                                  |                                                  |                                                  |                                                  |                                                  |                                                       |
| 410            | Brittons                              | Brittons                              | Brittons                     | Royaumes anglo-saxons                               | Royaumes anglo-saxons                                  | Raids des Vikings                                |                                                                       |                                                  |                                                  |                                                  |                                                  |                                                  |                                                       |
| 843            | Brittons                              | Brittons                              | Brittons                     | Royaumes anglo-saxons                               | Royaumes anglo-saxons                                  |                                                  |                                                                       |                                                  |                                                  |                                                  |                                                  |                                                  |                                                       |
| 878            | Brittons                              | Brittons                              | Brittons                     | Danelaw                                             |                                                        |                                                  |                                                                       |                                                  |                                                  |                                                  |                                                  |                                                  |                                                       |
| 911            | Duché de Normandie                    | Duché de Normandie                    |                              | Danelaw                                             |                                                        |                                                  |                                                                       |                                                  |                                                  |                                                  |                                                  |                                                  |                                                       |
| 927            | Duché de Normandie                    | Duché de Normandie                    | Royaume d'Angleterre         | Royaume d'Angleterre                                | Conquête normande de l'Angleterre Bataille de Clontarf |                                                  |                                                                       |                                                  |                                                  |                                                  |                                                  |                                                  |                                                       |
| 1079           | Duché de Normandie                    | Duché de Normandie                    | Royaume d'Angleterre         | Royaume d'Angleterre                                | Royaume de Man et des Îles                             |                                                  |                                                                       |                                                  |                                                  |                                                  |                                                  |                                                  |                                                       |
| 1098           | Duché de Normandie                    | Duché de Normandie                    | Royaume d'Angleterre         | Royaume d'Angleterre                                | Royaume de Man et des Îles                             | Cymry                                            | Royaume de Norvège                                                    |                                                  |                                                  | Invasion normande de l'Irlande                   |                                                  |                                                  |                                                       |
| 1171           | Duché de Normandie                    | Duché de Normandie                    | Royaume d'Angleterre         | Royaume d'Angleterre                                | Royaume de Man et des Îles                             | Cymry                                            | Royaume de Norvège                                                    |                                                  |                                                  | Seigneurie d'Irlande                             |                                                  |                                                  |                                                       |
| 1204           |                                       |                                       | Royaume d'Angleterre         | Royaume d'Angleterre                                | Royaume de Man et des Îles                             | Cymry                                            | Royaume de Norvège                                                    |                                                  |                                                  | Seigneurie d'Irlande                             |                                                  |                                                  |                                                       |
| 1266           |                                       |                                       | Royaume d'Angleterre         | Royaume d'Angleterre                                |                                                        | Cymry                                            | Royaume de Norvège                                                    |                                                  |                                                  | Seigneurie d'Irlande                             |                                                  |                                                  |                                                       |
| 1282           |                                       |                                       |                              |                                                     |                                                        |                                                  | Royaume de Norvège                                                    |                                                  |                                                  | Seigneurie d'Irlande                             |                                                  |                                                  |                                                       |
| 1333           | Bailliage de Guernesey                | Bailliage de Jersey                   | Île de Man                   |                                                     |                                                        |                                                  | Royaume de Norvège                                                    |                                                  |                                                  | Seigneurie d'Irlande                             |                                                  |                                                  |                                                       |
| 1468/69        | Bailliage de Guernesey                | Bailliage de Jersey                   | Île de Man                   | Royaume d'Écosse                                    | Royaume d'Écosse                                       | Royaume d'Écosse                                 | Royaume d'Écosse                                                      | Loi de Poyning                                   |                                                  | Seigneurie d'Irlande                             |                                                  |                                                  |                                                       |
| 1541           | Bailliage de Guernesey                | Bailliage de Jersey                   | Île de Man                   | Royaume d'Écosse                                    | Royaume d'Écosse                                       | Royaume d'Écosse                                 | Royaume d'Écosse                                                      | Royaume d'Irlande                                |                                                  |                                                  | Reconquête de l'Irlande par les Tudor            |                                                  |                                                       |
| 1641           | Bailliage de Guernesey                | Bailliage de Jersey                   | Île de Man                   | Royaume d'Écosse                                    | Royaume d'Écosse                                       | Royaume d'Écosse                                 | Royaume d'Écosse                                                      | Royaume d'Irlande                                | Confédération irlandaise                         | Confédération irlandaise                         |                                                  |                                                  |                                                       |
| 1649           | Bailliage de Guernesey                | Bailliage de Jersey                   | Île de Man                   | Royaume d'Écosse                                    | Royaume d'Écosse                                       | Royaume d'Écosse                                 | Royaume d'Écosse                                                      | Royaume d'Irlande                                | Confédération irlandaise                         | Confédération irlandaise                         | Commonwealth d'Angleterre                        | Commonwealth d'Angleterre                        | Conquête cromwellienne de l'Irlande                   |
| 1653           | Bailliage de Guernesey                | Bailliage de Jersey                   | Île de Man                   | Commonwealth d'Angleterre, d'Écosse et d'Irlande    | Commonwealth d'Angleterre, d'Écosse et d'Irlande       | Commonwealth d'Angleterre, d'Écosse et d'Irlande | Commonwealth d'Angleterre, d'Écosse et d'Irlande                      | Commonwealth d'Angleterre, d'Écosse et d'Irlande | Commonwealth d'Angleterre, d'Écosse et d'Irlande | Commonwealth d'Angleterre, d'Écosse et d'Irlande | Commonwealth d'Angleterre, d'Écosse et d'Irlande | Commonwealth d'Angleterre, d'Écosse et d'Irlande |                                                       |
| 1660           | Bailliage de Guernesey                | Bailliage de Jersey                   | Île de Man                   | Royaume d'Angleterre                                | Royaume d'Angleterre                                   | Royaume d'Écosse                                 | Royaume d'Écosse                                                      | Royaume d'Écosse                                 | Royaume d'Écosse                                 | Royaume d'Irlande                                | Royaume d'Irlande                                | Royaume d'Irlande                                | Lois pénales                                          |
| 1707           | Bailliage de Guernesey                | Bailliage de Jersey                   | Île de Man                   | Royaume-Uni de Grande-Bretagne                      | Royaume-Uni de Grande-Bretagne                         | Royaume-Uni de Grande-Bretagne                   | Royaume-Uni de Grande-Bretagne                                        | Royaume-Uni de Grande-Bretagne                   | Royaume-Uni de Grande-Bretagne                   | Royaume d'Irlande                                | Royaume d'Irlande                                | Royaume d'Irlande                                |                                                       |
| 1801           | Bailliage de Guernesey                | Bailliage de Jersey                   | Île de Man                   | Royaume-Uni de Grande-Bretagne et d'Irlande         | Royaume-Uni de Grande-Bretagne et d'Irlande            | Royaume-Uni de Grande-Bretagne et d'Irlande      | Royaume-Uni de Grande-Bretagne et d'Irlande                           | Royaume-Uni de Grande-Bretagne et d'Irlande      | Royaume-Uni de Grande-Bretagne et d'Irlande      |                                                  |                                                  |                                                  | Émancipation des catholiques Grande famine irlandaise |
| 1919           | Bailliage de Guernesey                | Bailliage de Jersey                   | Île de Man                   | Royaume-Uni de Grande-Bretagne et d'Irlande         | Royaume-Uni de Grande-Bretagne et d'Irlande            | Royaume-Uni de Grande-Bretagne et d'Irlande      | Royaume-Uni de Grande-Bretagne et d'Irlande                           | Royaume-Uni de Grande-Bretagne et d'Irlande      | Royaume-Uni de Grande-Bretagne et d'Irlande      | République irlandaise (non reconnue)             | République irlandaise (non reconnue)             | République irlandaise (non reconnue)             |                                                       |
| 1921           | Bailliage de Guernesey                | Bailliage de Jersey                   | Île de Man                   | Royaume-Uni de Grande-Bretagne et d'Irlande         | Royaume-Uni de Grande-Bretagne et d'Irlande            | Royaume-Uni de Grande-Bretagne et d'Irlande      | Royaume-Uni de Grande-Bretagne et d'Irlande                           | Royaume-Uni de Grande-Bretagne et d'Irlande      | Royaume-Uni de Grande-Bretagne et d'Irlande      | Irlande du Nord                                  | Irlande du Sud                                   |                                                  | Partition de l'Irlande                                |
| 1922           | Bailliage de Guernesey                | Bailliage de Jersey                   | Île de Man                   | Royaume-Uni de Grande-Bretagne et d'Irlande         | Royaume-Uni de Grande-Bretagne et d'Irlande            | Royaume-Uni de Grande-Bretagne et d'Irlande      | Royaume-Uni de Grande-Bretagne et d'Irlande                           | Royaume-Uni de Grande-Bretagne et d'Irlande      | Royaume-Uni de Grande-Bretagne et d'Irlande      |                                                  | État libre d'Irlande                             | État libre d'Irlande                             |                                                       |
| 1922           | Bailliage de Guernesey                | Bailliage de Jersey                   | Île de Man                   | Royaume-Uni de Grande-Bretagne et d'Irlande du Nord |                                                        |                                                  |                                                                       |                                                  |                                                  |                                                  | État libre d'Irlande                             | État libre d'Irlande                             |                                                       |
| 1937           | Bailliage de Guernesey                | Bailliage de Jersey                   | Île de Man                   | Irlande du Nord                                     | Irlande                                                | Irlande                                          | L'Urgence Bataille d'Angleterre Tigre celtique Conflit nord-irlandais |                                                  |                                                  |                                                  |                                                  |                                                  |                                                       |
| 1999           | Bailliage de Guernesey                | Bailliage de Jersey                   | Île de Man                   | Irlande du Nord                                     | Irlande                                                | Irlande                                          |                                                                       | Pays de Galles                                   | Écosse                                           | Écosse                                           | Écosse                                           | Écosse                                           |                                                       |

## Néolithique et protohistoire

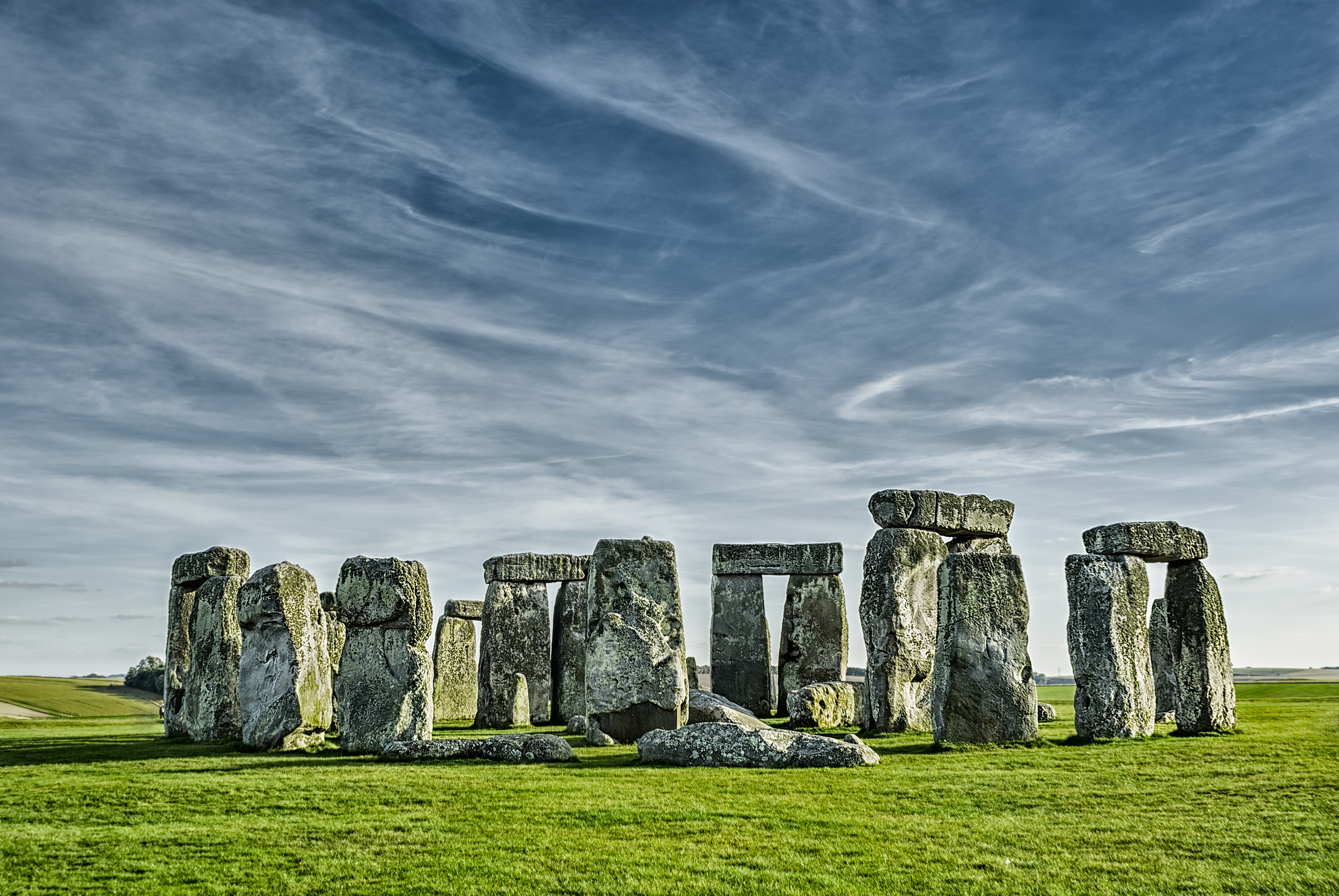
Stonehenge

L'Âge de glace laisse un paysage montagnard froid et humide. Jusqu'au VIe millénaire av. J.-C., ce que nous appelons « Grande-Bretagne » est reliée à l'Europe continentale par un territoire presque aussi vaste appelée Doggerland, qui se trouvait alors dans la partie méridionale de la mer du Nord.
Comme dans le reste du continent européen, la transition néolithique dans les îles Britanniques correspond à un mouvement de populations et non à une acculturation des populations locales. Elle est liée à l'arrivée, il y a 6 000 ans, de populations de fermiers portant une ascendance anatolienne, ces populations remplaçant en grande partie les populations présentes de chasseurs cueilleurs. Les ancêtres des populations néolithiques britanniques semblent avoir suivi la voie de dispersion méditerranéenne et sont probablement entrés en Grande-Bretagne depuis le nord-ouest de l'Europe continentale.
La diffusion de l’agriculture est « retardée » d’au moins un demi-millénaire après son arrivée dans les régions adjacentes du continent européen.

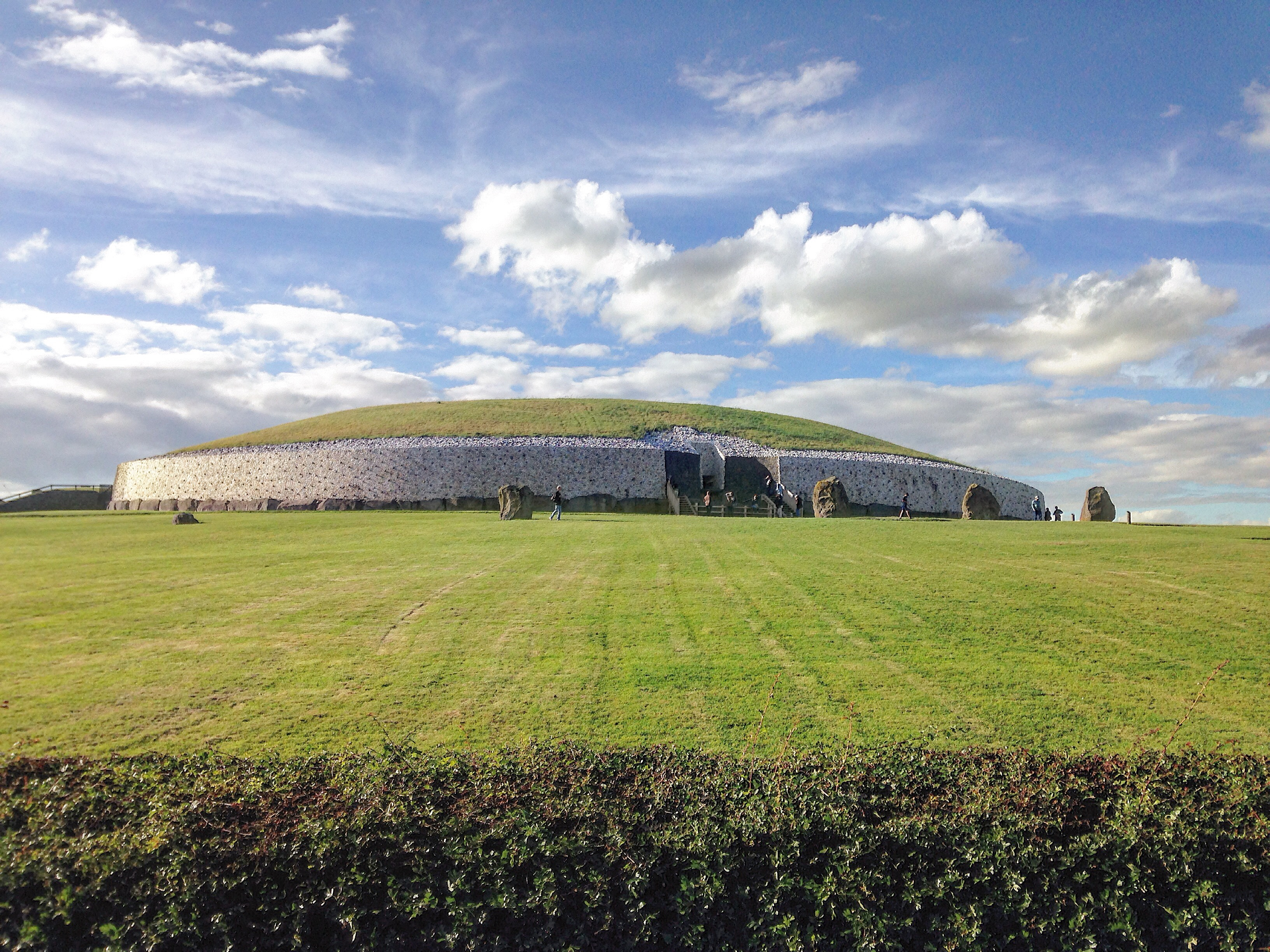
Newgrange

Les terres servent surtout à l'élevage de bétail. La production agricole et artisanale est ainsi limitée (en Écosse, on ne retrouve pas de trace d'activité de poterie), la population est beaucoup moins dense qu'en Europe. Par conséquent, l'organisation politique n'est pas très développée. La population néolithique présente sur les îles développa les techniques d'agriculture afin de mieux rentabiliser les terres en les rendant plus fertiles. La construction de Stonehenge, dans le Sud de l'Angleterre, montre que les structures religieuses simples se complexifient et sont ritualisées.
Une migration massive survient il y a environ −4 500 ans depuis le continent qui introduit la culture campaniforme dans les îles. La propagation du complexe campaniforme est associée au remplacement d'environ 90 % du patrimoine génétique existant en quelques centaines d'années. Cette migration se produit dans le prolongement de l'expansion vers l'ouest qui avait amené l'ascendance liée à la steppe pontique en Europe centrale et du nord au cours des siècles précédents,. Il est probable que l'hydronymie des îles Britanniques soit liée à cette population.

## Période pré-romaine

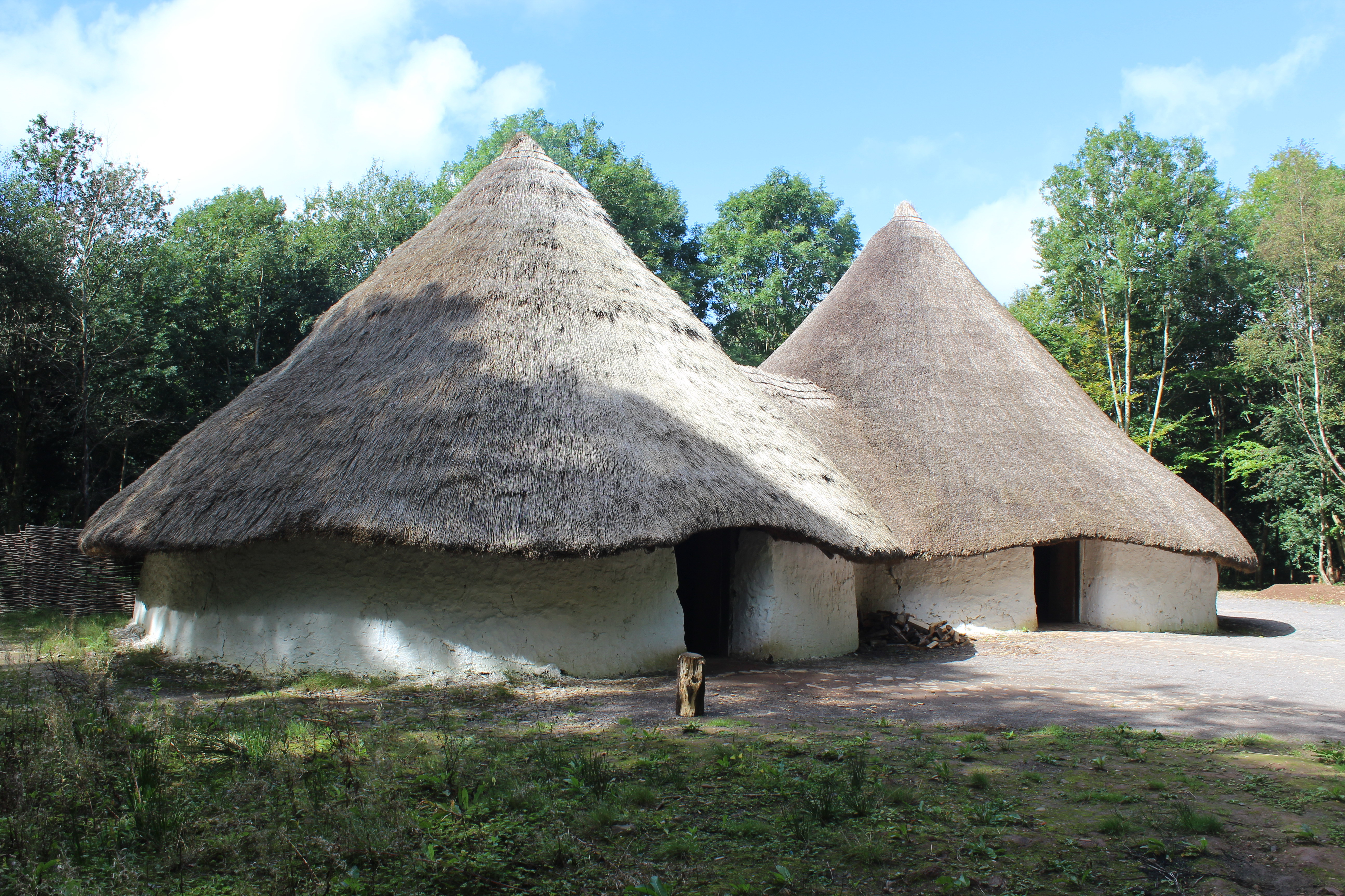
Reconstruction de la ferme de l'âge du fer de Bryn Eryr, Pays de Galles, au musée national d'histoire de St Fagans

À partir de 1000 av. J.-C., la civilisation celtique se caractérise notamment par l'édification d'oppidums et le développement d'une industrie métallurgique. Civilisation guerrière très hiérarchisée, elle est dominée par une classe aristocratique. On distingue avant la conquête romaine les Brittons (en latin Britanni), c'est-à-dire les habitants de la Grande-Bretagne protohistorique ; les Gaels, habitants de l'Irlande protohistorique ; les Pictes en Écosse ; les autres peuples dont le caractère celtique est soit incertain, soit controversé pour la période protohistorique, comme les Calédoniens.
Selon la tradition gréco-romaine, Pythéas de Massilia a visité les îles Britanniques lors de ses voyages dans l'Atlantique (c. 310 – c. 306 av. J.-C.). Pythéas a écrit une description des îles Britanniques dans son ouvrage - aujourd'hui perdu - que des auteurs classiques ultérieurs ont cité, bien qu'ils doutaient de certains de ses contenus. Pythéas fut le premier à décrire les îles britanniques en grec. La description de Pythéas de la Grande-Bretagne comme une île triangulaire était très influente : il a décrit ses trois points comme « Kantion » au sud-est, « Belerion » au sud-ouest et « Orkadion » à l'extrémité nord. Ces toponymes sont probablement à identifier avec le Kent (habité par les Cantii), avec la péninsule de Lizard en Cornouailles, et avec Dunnet Head à Caithness (en face des Orcades).

## Période romaine
(septembre 2022).

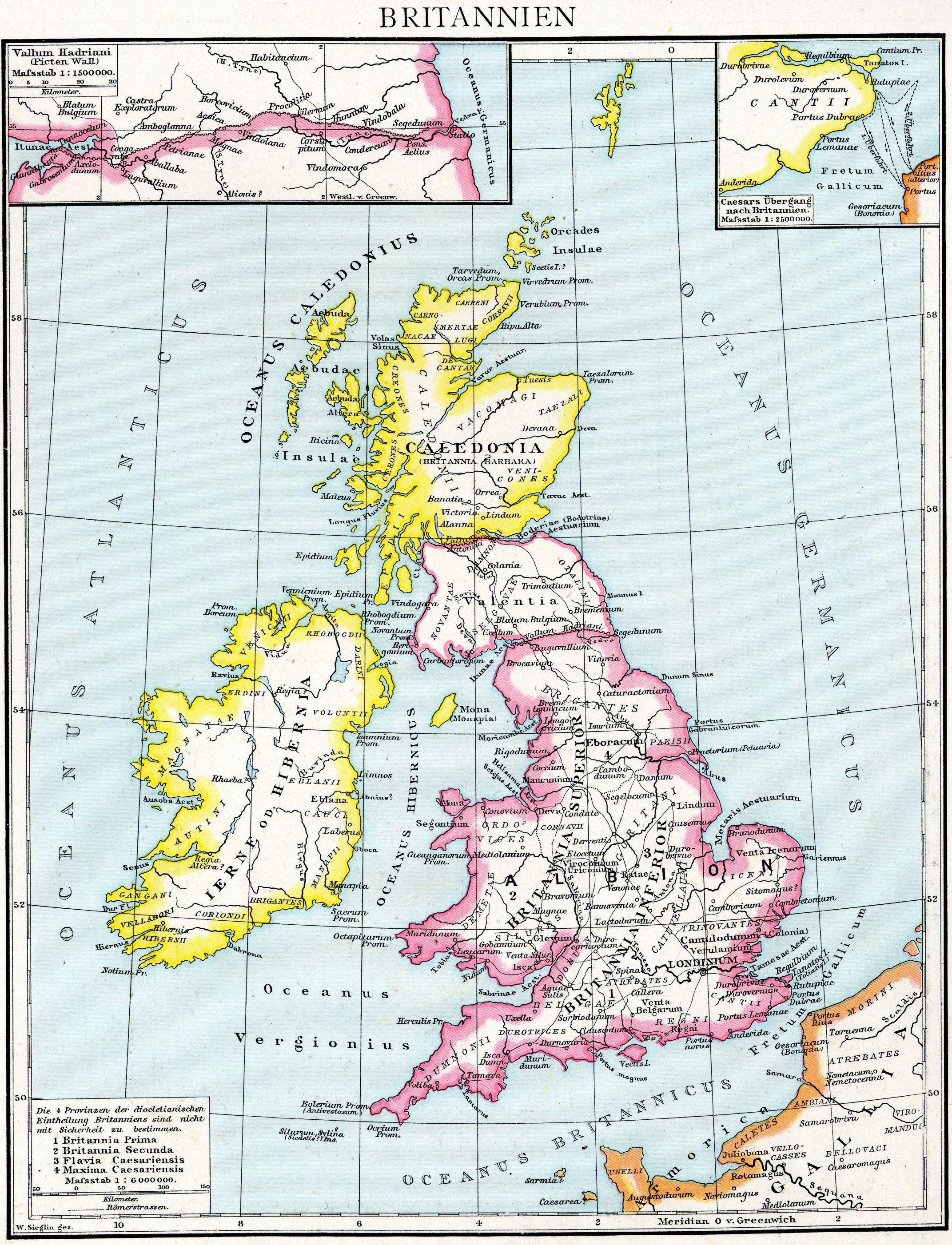
Province romaine de Britannia

En 55 av. J.-C., l'Empire romain convoitant les richesses minières des îles Britanniques, entame, avec Jules César, la conquête de la Grande-Bretagne. Durant cette occupation qui durera jusqu'au début du Ve siècle, les Romains développent un réseau routier et un tissu urbain qui sera à l'origine des villes britanniques modernes. Ils mèneront aussi auprès des peuplades celtes une politique d'assimilation, notamment chez les Bretons qui, presque romanisées, deviendront alors des Britto-Romains. Les autres peuples celtiques, notamment ceux d'Écosse et d'Irlande ainsi que des Bretons de l'ouest, échappant au joug de Rome et donc peu réceptif à cette stratégie, conserveront cette culture celte, attitude qu'ils garderont lors de l'arrivée des Anglo-Saxons.

## Période post-romaine
Au cours des Ve et VIe siècles, les peuples et les structures de pouvoir des îles Britanniques sont redistribués, avec des migrations de Bretons, de Scots, de Pictes et d'Anglo-Saxons. Ainsi les îles « tout entiers rendus à la barbarie ».

## Haut Moyen Âge
À la fin du VIe et au début du VIIe siècle, ces migrations prennent fin. De nouvelles politiques et cultures apparaissent et les îles Britanniques deviennent « parmi les foyers les plus féconds de la culture chrétienne ». Les églises et les monastères se multiplient, ainsi que les écoles monastiques et ses scriptoria. Ces institutions produisent les « premiers chefs-d'œuvre de la peinture sur manuscrit de l'Occident médiéval ». Des moines des îles Britanniques renforcent le christianisme en Europe continentale. Vers 600, le moine irlandais Colomba d'Iona apporte un monastacisme rigoureux à l'est de la Gaule et au nord de l'Italie. Du Wessex, Boniface de Mayence organise les églises de Germanie dans le deuxième quart du VIIIe siècle. De Northumbrie, Alcuin — le maître de l'école palatine de Charlemagne — a inspire les réformes politiques et religieuses de l'Empire franc. De plus en plus de sources écrites témoignent de l'époque. Les principales sources narratives — l'Histoire ecclésiastique du peuple anglais de Bède le Vénérable et la Chronique anglo-saxonne — sont rejointes par des témoignages documentaires provenant des lois royales, des canons conciliaires et des sources diplomatiques telles que les chartes royales préservés.
Entre la fin du VIIIe siècle et le début du XIe siècle, les îles Britanniques sont de plus en plus sous l'influence de la Scandinavie et de l'Europe continentale. L'attaque de Lindisfarne en 793 est la première attaque viking contre l'Ouest à être enregistrée. Puisque ce sont des ecclésiastiques qui souffrent et qui enregistrent par écrit ces événements, les effets négatifs de cette expansion scandinave sont bien connus : Alcuin et la Chronique anglo-saxonne enregistrent ce raid, bien qu'à une certaine distance dans le temps et dans l'espace.

### Les Anglo-Saxons
(septembre 2022).

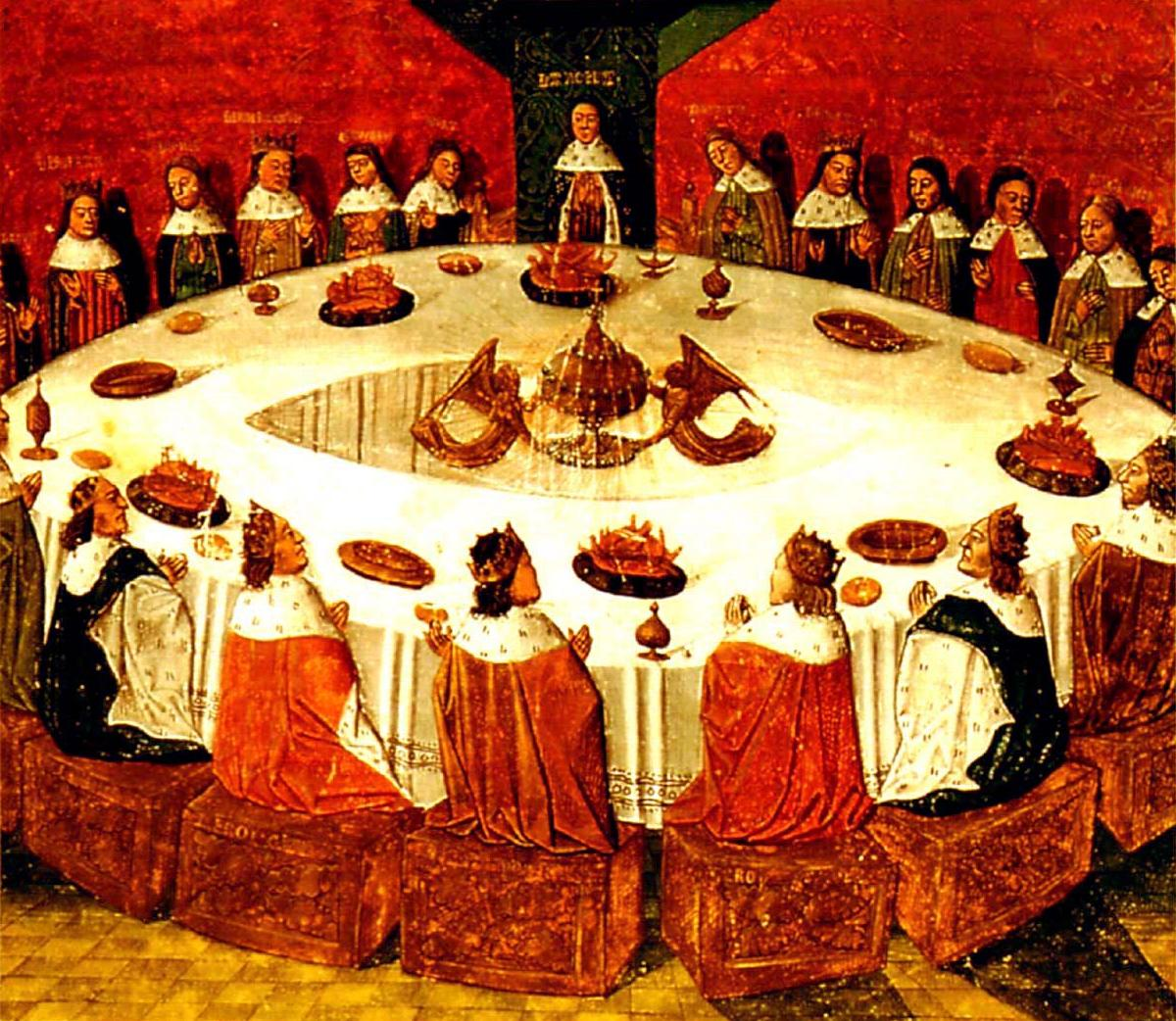
Les légendes du roi Arthur ont leur origine dans les « âges sombres » de la Grande-Bretagne.

Peu de peuples des îles Britanniques sont alphabétisés à cette époque, et l'on parle souvent d'« âges sombres » pour la période allant de 400 à 800 de notre ère. Il n'y a pratiquement aucune source écrite concernant cette époque. Des légendes et sagas comme celle du roi Arthur ont leur origine dans cette période.
Bien que les Romains aient occupé l'île de Bretagne pendant près de 400 années, ils ne lèguent pas de culture aux peuples qui leur succèdent — à l'exception des bâtiments et objets. Des tribus germaniques, les Jutes, les Angles et les Saxons, envahissent le sud de l'île et fondent une série de royaumes, dont les plus puissants sont le Kent, la Northumbrie, la Mercie et le Wessex, qui s'étendent progressivement vers l'ouest.
Les Bretons sont majoritairement chrétiens et la mission de Saint Patrick s'étend de l'Irlande en Écosse au VIe siècle. En revanche, les Anglo-Saxons restent attachés à leur paganisme germanique. L'ère chrétienne de l'Angleterre ne commence qu'en 597 avec la christianisation des rois du Kent par Augustin de Cantorbéry et atteint un premier apogée vers 700 grâce à l'œuvre de Bède le Vénérable.
Parmi les royaumes anglo-saxons, la Northumbrie domine le VIIe siècle, puis la Mercie prend la relève au VIIIe siècle. Le IXe siècle est marqué par une montée en puissance du Wessex.

### Angleterre
(septembre 2022).

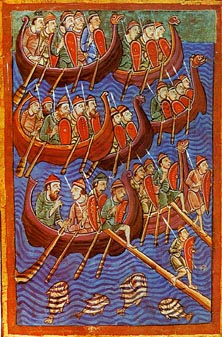
En 793, les Vikings commencent leurs pillages de l'Angleterre.

Les Vikings commencent leurs raids sur l'Angleterre avec le pillage du monastère de Lindisfarne en 793. Au début, les Vikings se contentent de piller, au fur et à mesure ils s'établissent en Angleterre et font du commerce. Le territoire sous dominance des Vikings est connu sous le nom de Danelaw et depuis 884 la région est reconnue par les autres souverains britanniques. Encore aujourd'hui on peut retrouver beaucoup de traces de l'ère des Vikings, notamment dans la langue anglaise. Les traits communs du vieil anglais et de la langue nordique, le vieux norrois, conduisent à un grand échange. York est une agglomération des Vikings sous le nom de Jorvik.
Alfred le Grand s'oppose à la menace danoise est remporte la bataille d'Ethandun en 878. Il accepte néanmoins l'existence du Danelaw. Alfred réussit à s'emparer de Londres et donne ainsi à son royaume un centre véritable. À la même époque, un premier sentiment national anglais se fait remarquer. Les successeurs d'Alfred créent un système administratif avec des Sheriffs à la tête des comtés, des Shires, plusieurs comtés sont réunis en un Earldom avec à leur tête un Earl.
Le roi Æthelstan repousse les Cornouailles de l'Exeter en 936, le fleuve Tamar marquant la frontière de son royaume de Wessex. Il se nomme Rex totius Britanniae, « roi de toute la Grande-Bretagne », bien qu'il ne soit que suzerain du pays de Galles et d'Écosse. Il peut néanmoins dominer la Northumbrie de manière durable. Après 930, tous ses documents sont issus d'une même chancellerie à Winchester, et l'on peut donc supposer que cette ville fait figure de capitale de son royaume.
Sigéric de Cantorbéry conseille au roi Æthelred le Malavisé de lever une taxe générale, le danegeld. En 991, après la défaite de Maldon dans l'Essex, il utilise ces ressources pour payer un tribut de 10 000 livres aux Vikings, pour les persuader ainsi de se retirer. En 1002 il se marie à la princesse normande Emma, en espérant leur soutien contre les Vikings, qui mène plus tard aux invasions normandes de l'Angleterre. En 1013 il s'enfuit devant Sven Ier en Normandie où il meurt en 1016.
Le Danois Knut le Grand est son successeur qui règne sur l'Angleterre et le Danemark en union personnelle. Il épouse la veuve d'Æthelred et se convertit au christianisme. En 1028, il fait la conquête de la Norvège qui sera christianisée par des prêtres anglo-saxons.
Les Anglo-Saxons reprennent le pouvoir avec Édouard le Confesseur (1042–1066) qui a vécu jusqu'à l'âge de 38 ans en Normandie et privilégie la noblesse normande à sa cour. Dans certains domaines, il prépare l'organisation du pouvoir qui sera reprise et mise en œuvre par les rois normands, en particulier l'investiture royale des clercs à l'image des églises impériales ottoniennes.

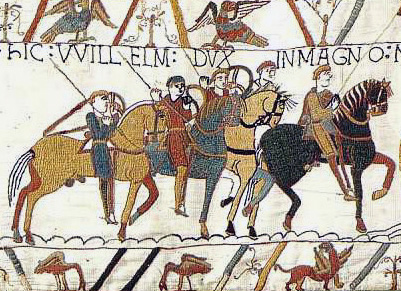
La conquête normande de l'Angleterre sur la tapisserie de Bayeux.

Édouard nomme Harold Godwinson pour lui succéder au trône qui réussit à repousser l'armée d'Harald III à la bataille de Stamford Bridge. Mais uniquement trois semaines plus tard, les Bretons affaiblis sont battus le 14 octobre 1066 par Guillaume le Conquérant dans la bataille d'Hastings. 

### Pays de Galles
(septembre 2022).
Au Haut Moyen Âge, le Pays de Galles est divisé en plusieurs petits états qui n'ont guère un souverain commun. Rhodri Mawr réussit à unifier le pays au IXe siècle et son petit-fils Howell le Bon introduit un droit commun. Cependant, après sa mort, le pays est à nouveau divisé. Une coutume judiciaire reprise des temps celtiques, celle du droit des successions pour tous les fils, même illégitimes, conduit à des vendettas permanentes.

### Écosse
(septembre 2022).

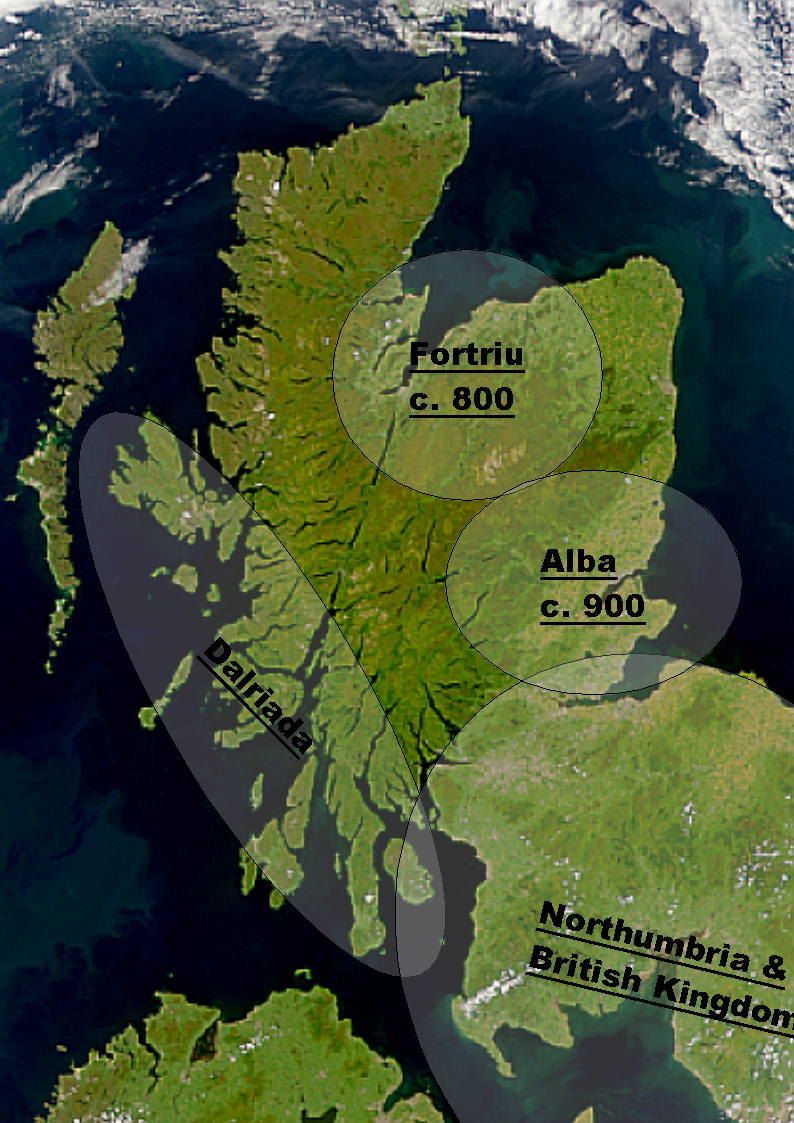
L'Écosse au Haut Moyen Âge.

L'idée d'une destruction de la civilisation picte, les ancêtres des Écossais modernes, par les envahisseurs gaels, bretons, angles et vikings s'est maintenu pendant un certain temps. Cependant, les historiens ont tendance à nuancer cette théorie voire prouver le contraire. À l'époque post-romaine, plusieurs royaumes pictes existent en Écosse. Au VIe siècle, les Gaëls d'Irlande s'installent dans l'Argyll à l'Ouest et fondent le royaume de Dal Riada. Au VIIe siècle, les Pictes s'opposent de plus en plus aux Dalriadiens irlandais.
Kenneth Ier, roi gaël de Dal Riada, est couronné roi des Pictes en 843. Les deux peuples sont unis pour la première fois et la partie majeure de l'Écosse actuelle est dominé par un seigneur unique. La région prend le nom d'Albe, Kenneth et ses successeurs portent le titre de « roi des Pictes. »
Pendant les deux siècles suivants, une multitude de rois règnent sur l'Albe. La succession est réglée par le système de la tanistrie, c'est-à-dire que le roi, de son vivant, choisit un membre de la famille royale comme successeur.
Sous les successeurs de Kenneth Ier, les Gaëls et les Pictes évoluent vers un peuple unique. Cependant, le nouveau royaume est marqué d'une structure très diversifiée. Les Lowlands adoptent le système féodal anglo-normand. Dans les Highlands, la structure des clans d'origine celtique est maintenue. Les souverains écossais ont beaucoup de difficultés à maintenir leur indépendance face au voisin anglais à cause des raids des Vikings et des vendettas entre clans opposés. Des mariages politiques donnent à l'Angleterre une grande influence en Écosse.

### Irlande
(septembre 2022).
De 450 à 800, l'Irlande avec son église celtique devient le leader dans les domaines de l'éducation et de la culture en Europe et attache beaucoup d'importance aux missions.

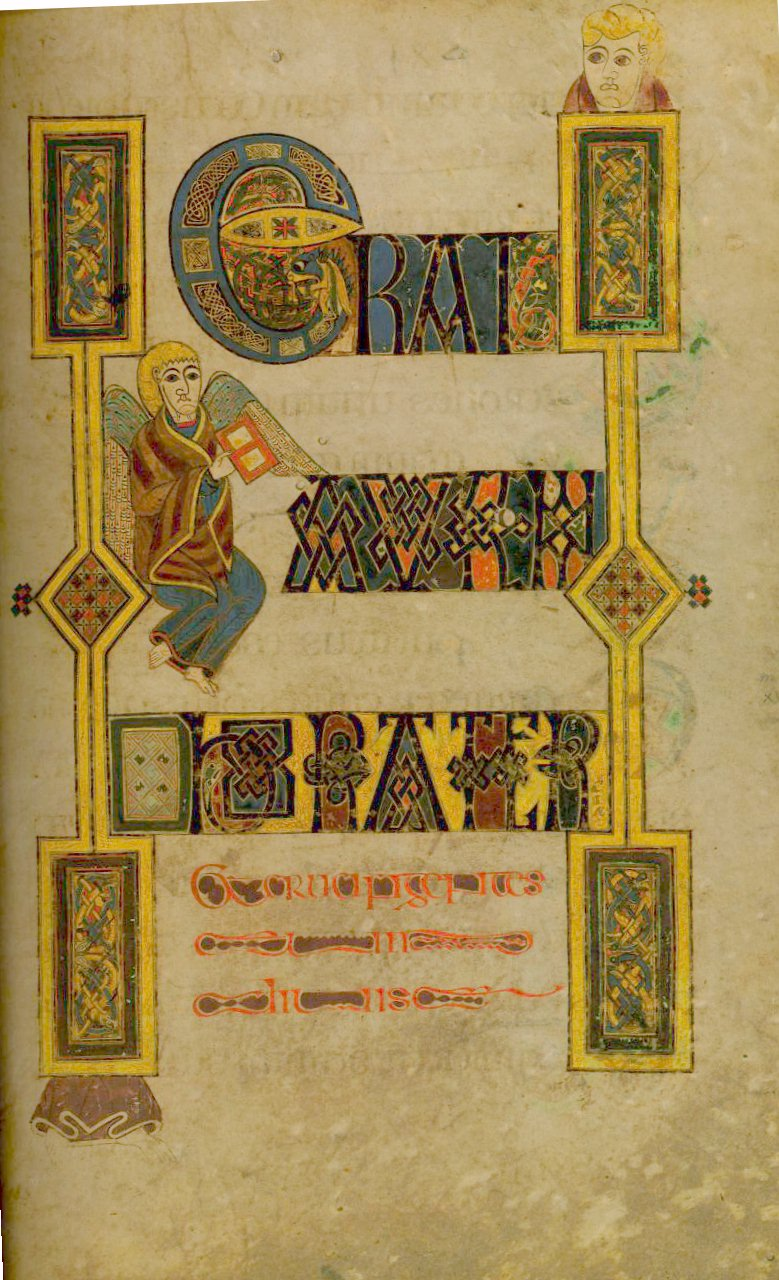
Extrait du Livre de Kells.

Des missionnaires irlandais parcourent toute l'Europe de l'Ouest et fondent des monastères importants, notamment le monastère de Saint-Gall en 750. En latin, l'Irlande est appelée Scotia Maior à l'époque, et les moines sont souvent désignés comme « Écossais » ou « Iro-Écossais. » Parmi les fondations de monastères de ces « Écossais » se trouve le Schottenstift à Vienne en Autriche. Le Livre de Kells est un des manuscrits les plus importants de l'époque, qui subsiste jusqu'à notre ère.
Des différends politiques ainsi que les raids des Vikings depuis 795 marquent la fin de cette époque. Les Vikings en provenance de la Norvège occupent les Orcades et Shetland avant d'arriver en Irlande. Après un premier temps marqué par des pillages, les Vikings commencent à s'établir de manière durable, et ces établissements deviennent les premières villes véritables d'Irlande, et qui évolueront plus tard en Dublin, Wexford et Waterford.
Après de longues guerres, Tara réussit à dominer l'île, et même les Vikings doivent renoncer à leur indépendance. À la fin du Xe siècle, un gouvernement unique est mis en place par le roi Brian Boru qui devient le maître incontesté de toute l'Irlande en 1002 et qui bat les Vikings à Clontarf en 1014.
L'Irlande unifiée se réjouit de 150 ans de paix relative avec un développement des arts et de la culture. Cette époque s'achève avec la conquête normande de l'Irlande sous Henri II en 1169, encouragée par des conflits intérieurs.

## Moyen Âge central
Dans la seconde moitié du XIe siècle, de nouveaux groupes d'élite arrivent dans les îles Britanniques en provenance du continent européen. Leur arrivée accélère la transformation des structures de pouvoir. Dans les deux siècles après la conquête normande de l'Angleterre — qui avait déjà une structure gouvernementale développée — le pays devient « l'un des royaumes les mieux administrés d'Europe ». Les rois d'Écosse consolident et étendent également leurs pouvoirs au cours des XIIe et XIIIe siècles. Leurs voisins, qui s'appuyaient encore sur des systèmes de pouvoir plus anciens, souffrent. L'Angleterre commence à dominer l'archipel.
Un optimum climatique — diversement daté entre 730-1230 ou 1100-1300 — signifie des étés plus chauds et des hivers plus doux et la possibilité de cultiver des céréales à des altitudes plus élevées qu'il n'était possible jusqu'alors. La période entre les Xe et XIIIe siècles est relativement prospère pour les îles Britanniques. Dans cette période, l'agriculture s'intensifie, les économies deviennent plus commerciales, les villes s'étendent et se multiplient, et la population humaine augmente. Dans un premier temps, cette prospérité est la plus prononcée en Angleterre, dont le revenu national quadruple entre 1086 et 1300.

Dans d'autres régions, une transformation profonde se produit dans laquelle les sociétés et les économies de l'Irlande, de l'Écosse et du pays de Galles sont toutes touchées par le remplacement des structures politiques et socio-économiques traditionnelles par la seigneurie et le fief. Ce processus est connu sous le nom de « détribalisation » et est accéléré par la croissance et la colonisation.
 (septembre 2022).
Les Normands introduisent leur système féodal efficace en Angleterre et Guillaume ordonne le Domesday Book qui enregistre les taxes de la population entière, leurs propriétés et territoires. D'autant plus, il dépossède la noblesse anglo-saxonne qui est remplacée par une noblesse normande.
Le Moyen Âge anglais est marqué par des guerres civiles et internationales, des rébellions et des intrigues à la cour. Henri Ier s'engage pour des réformes, stabilise le pays et essaye de réduire les conflits entre Anglo-Saxons et Normands. Son œuvre est réduit à néant après qu'il perd son fils Guillaume en 1120.
Après le règne d'Étienne (1135–1154) le pouvoir est de plus en plus aux mains des barons féodaux, et l'Angleterre plonge dans les guerres civiles jusqu'en 1148, cependant Étienne n'est pas contesté sur le trône jusqu'à sa mort en 1154. En 1153, il engage des pourparlers avec Henri d'Anjou pour garantir la paix sous la condition qu'Henri montait sur le trône. Henri de la dynastie des Plantagenêts est le fondateur du royaume angevin. Sous son règne, le pays regagne sa force qui rebondit sur les relations avec l'Église. Les constitutions de Clarendon de 1164 se heurtent à la résistance du chancelier Thomas Becket, archevêque de Cantorbéry, qui est assassiné en 1170. En 1171 commence la conquête de l'Irlande. Richard Cœur de Lion remporte des succès lors de la troisième croisade mais est fait prisonnier sur le chemin de retour par Léopold V et Henri VI. Il est libéré après le paiement d'une rançon élevée en 1194 et retourne en Angleterre. Il combat avec succès Philippe-Auguste mais il ne réussit pas à reconquérir tous les territoires perdus pendant son absence, commence alors le déclin de l'empire Plantagenêt. Dans les années suivantes, Richard est occupé par la noblesse rebelle d'Aquitaine. Lors du siège de la forteresse de Châlus, il est mortellement blessé par une arbalète et meurt le 6 avril 1199. Son frère Jean lui succède et perd à nouveau des territoires après la bataille de Bouvines en 1214 et la noblesse réuissit à l'obliger de faire des concessions, dont le résultat est la Magna Charta de 1215. La charte n'a cependant un impact réel que lors du règne d'Henri III qui est soutenu par la noblesse après la conquête de Londres par les Français.

## Bas Moyen Âge
Les relations entre l'Angleterre et les régions voisines changent à la fin du XIIIe siècle, avec l'élargissement des pouvoirs des rois d'Angleterre. En Irlande, l'autorité royale anglaise atteint son apogée. Le pays de Galles est politiquement assimilé à l'Angleterre. Bien que l'Écosse soit également menacée par l'expansion anglaise, l'indépendance de ses rois est maintenue.
En Angleterre même, les guerres contre ses voisins dans les îles Britanniques et sur le continent européen renforcent les institutions et élargissent la participation politique. La classe politique — qui participe à la collecte des impôts — est de plus en plus représentée au parlement, bien que les pouvoirs des rois restent suprêmes.
Alors que les guerres contre l'Angleterre contribuent à l'identité nationale écossaise, l'intégration politique du pays de Galles au sein du royaume anglais n'est pas empêchée par la révolte d'Owain Glyndŵr. En Irlande, le pouvoir royal commence à se retirer de l'arrière-pays aux XIVe et XVe siècles : au-delà de la région de Dublin, le pouvoir royal est supplanté par l'influence de puissants seigneurs anglo-irlandais.
Les îles Britanniques connaissent une période d'instabilité économique et de réduction de la population humaine à la fin du Moyen Âge. L'Angleterre — dont l'histoire est mieux documentée que les autres pays insulaires — a connu une grave récession au cours du XVe siècle, en particulier au début du siècle et entre 1440 et 1470. La population de l'Angleterre est passée d'environ six millions en 1300 à environ 2,3 millions en 1470. Le revenu national anglais passe de 4,66 millions de livres sterling à seulement 3,3 millions sur la même période. Néanmoins, selon les estimations de l'historien Nicholas Mayhew (en), le revenu moyen passe de 0,78 livre à 1,52 livre par habitant, et la période obtient une réputation d'âge d'or pour le peuple anglais. Les autres pays des îles Britanniques sont parallèles à cette transformation, bien que le déclin démographique de la fin du Moyen Âge soit probablement moins sévère en Écosse. Alors que l'économie reste dominée par l'agriculture, certaines régions connaissent une augmentation significative de l'industrie manufacturière.

### Angleterre
(septembre 2022).
Les revendications d'Édouard III sur le trône français déclenchent la guerre de Cent Ans qui se termine en 1453. Crécy et Azincourt figurent parmi les batailles principales du conflit qui se déroule en plusieurs phases et qui pèse lourd sur le budget anglais. À la même époque la peste bubonique ravage l'Europe et atteint l'Angleterre en 1349, un tiers de la population en est victime. Les défaites à la fin de la guerre de Cent Ans déclenche la guerre des Deux-Roses en Angleterre, un conflit entre la maison de Lancastre et la maison d'York qui s'étend sur plusieurs décennies et qui se termine par la victoire d'Henri Tudor à la bataille de Bosworth en 1485.

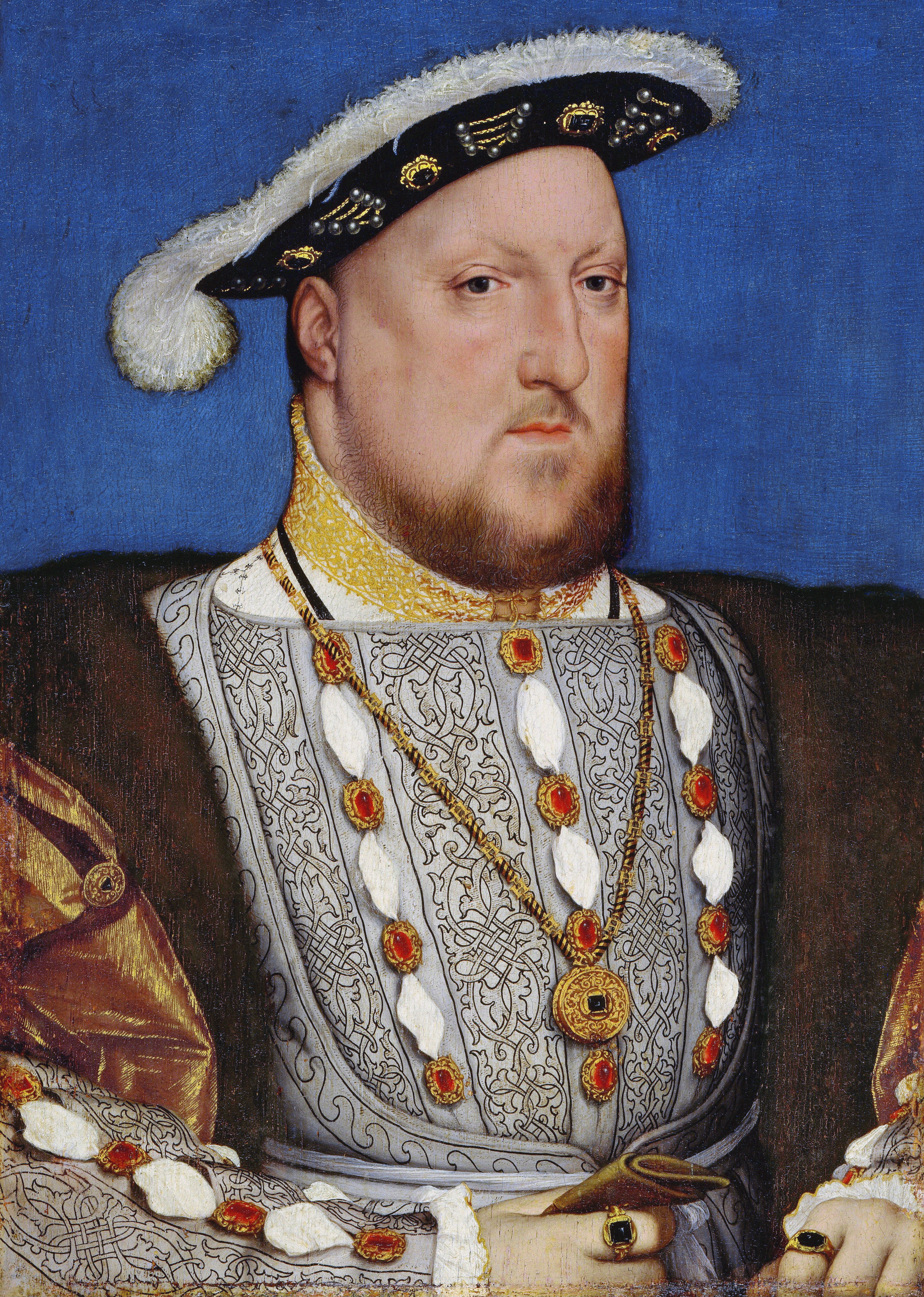
Portrait du roi Henri VIII d'Angleterre.

Le roi Henri VIII s'engage dans un conflit contre l'Église catholique romaine à cause du divorce de Catherine d'Aragon. Bien qu'Henri VIII ne soit pas forcément protestant, le schisme sépare définitivement l'Angleterre de Rome. Une victime notable du schisme est le lord chancelier d'Henri VIII, Thomas More. Suit une période de troubles religieux et politiques conduisant à la Réforme et la dépossession des abbayes et églises par la royauté.
Les filles d'Henri VIII, Marie Ire et Élisabeth Ire ont des positions bien différentes et leur règnes, surtout celui de Marie Ire, sont marqués par des poursuites religieuses. Marie épouse le roi catholique Philippe II d'Espagne et monte sur le trône en 1553. Dès son avènement, Marie essaie d'éradiquer le protestantisme, l'histoire l'appellera plus tard « Marie la Sanglante. »

## Période moderne
Au cours de la période moderne, les îles Britanniques subissent une vaste transformation. Au XVIe siècle, le bassin méditerranéen est le centre des échanges économiques, et les îles Britanniques sont mal connectées à ce système. À la fin du XVIIIe siècle, l'économie européenne s'est concentrée sur l'océan Atlantique, les îles Britanniques sont politiquement unies et l'Angleterre est considérée comme un système politique modèle. Les îles Britanniques sont le centre intellectuel d'une Europe façonnée par les idées d'Isaac Newton, John Locke et Adam Smith.

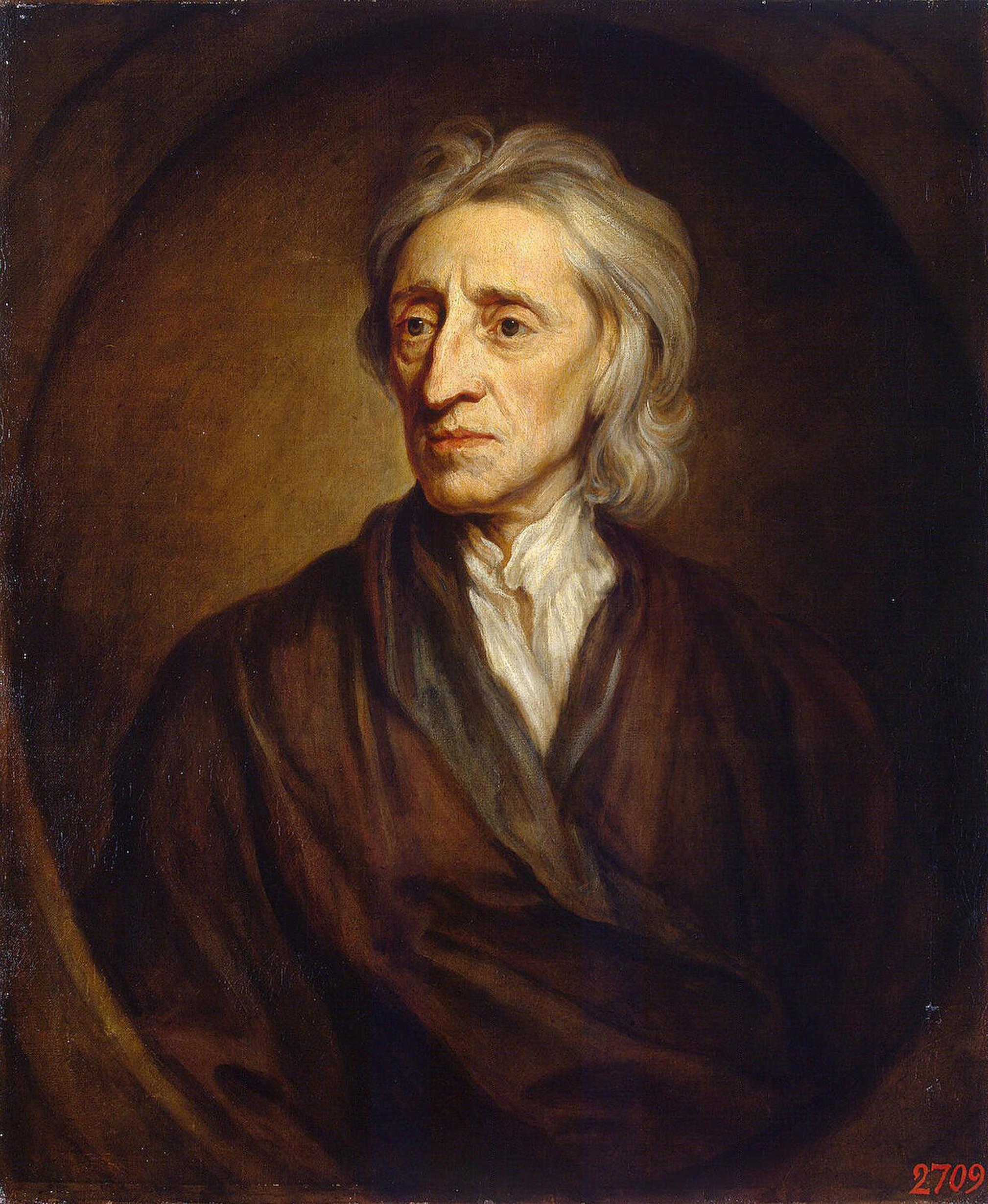
John Locke (peinture de Godfrey Kneller, Musée de l'Ermitage)

Historiquement, diverses raisons ont été avancées pour expliquer ce phénomène. Les philosophes protestants attribuent le crédit à la Réforme britannique, tandis que les historiens libéraux du XIXe siècle (la conception whig de l'histoire) attribuent le crédit à la constitution des Saxons, dont les valeurs de liberté et de respect de la propriété privée se sont gardées de l'absolutisme et du catholicisme. Les historiens socialistes et marxistes attribuent cette transformation à une bourgeoisie capitaliste en expansion qui a profité de la révolution agricole.

## Période contemporaine

### La Première Guerre mondiale et l'indépendance irlandaise
(septembre 2022).
Le Royaume-Uni entre en guerre, le 4 août 1914. Au début, les Britanniques n'envoient que quelques divisions sur le continent sous le commandement du général French, ces soldats participent à la bataille de Mons, à la première bataille de la Marne puis à la course à la mer la plupart des soldats sont placés dans la marine. Par la suite de nouvelles divisions arrivent en France et sur d'autres fronts. Durant cette guerre les Britanniques font la plus meurtrière bataille de leur histoire, la bataille de la Somme, avec environ 420 000 morts et blessés. Finalement les Britanniques remportent la guerre avec l'entente.

### Les années Thatcher (1979–1990)
Arrivée au pouvoir en 1979, Margaret Thatcher est la première femme Premier ministre au Royaume-Uni. À la tête du parti conservateur (depuis 1975), elle triomphe aussi aux deux autres élections suivantes en 1983 et en 1987. La dame de fer (iron lady) réussit à s’imposer et à un imposer ses idées, convaincu de sortir le pays de la crise économique, elle prône l’effort individuel (self-help), la libre-entreprise ou encore de désétatisation puisque pour elle, diminuer le rôle de l’État et encourager l’initiative individuelle est le pilier d’une économie efficace. Le nationalisme est un des fondements du Thatchérisme et culmine avec la guerre des Malouines de 1982. En effet, l’Argentine fait valoir ses droits nationaux sur l’archipel, Thatcher envoie donc des troupes britanniques se battre pour récupérer les Falkland Islands.
Sur le plan économique, le taux de chômage est très élevé durant les premières années de son mandat, aggravé par la perte de 2 millions d’emplois entre juin 1979 et décembre 1982 et qui culmine jusqu’en 1985. Cette situation est notamment due à la disparition d’une grande partie de la production nationale ou encore à la chute de la production industrielle. Au contraire, la lutte menée par Thatcher contre l’inflation est une victoire, grâce au freinage des dépenses publiques. Le thatchérisme interdit à l’État toute conduite directe des affaires économique. Ce désengagement se traduit par la plus grande vague de privatisation qu’est jamais connut le pays. Le secteur privé prend donc le rôle majeur dans l’économie du pays. On observe aussi une volonté de rendre aux citoyens le sens de leurs responsabilités avec des mesures de déréglementation. Margaret Thatcher baisse aussi les impôts durant son mandat.
Margaret Thatcher, souvent qualifié d’intransigeante, ne cède pas face à la grève de la faim de certains prisonniers de l’IRA en 1981, pour obtenir de Londres le statut de prisonnier politique. À la suite de cela, elle échappe le 12 octobre 1984 à une bombe de l'IRA qui fera quatre morts dans un hôtel de Brighton. De plus, elle reste intraitable face à la grève des mineurs de 1984-1985. À la suite de l’échec d’une des grèves les plus importantes de l’après-guerre, le Premier ministre réduit considérablement le pouvoir des syndicats, pour la plupart très puissant à l’époque, cela marque la fin d’une époque pour le syndicalisme anglais.
Les années Thatcher restent des années de profondes inégalités sociales. En effet, une partie de la population se voit privée de l’aide sociale et du travail que le Welfare State assure. De plus, les populations d'origine immigré souffrent du désengagement de l’état dans le social, ce qui se traduit par des émeutes à Brixton en 1981 et en 1985. Malgré les fortes inégalités et son impopularité auprès d’une partie de la population, elle met en place une réforme sur les impôts locaux en 1989 : The poll tax. Cette réforme supplémentaire se traduit par de nombreuses émeutes, les Anglais se retrouvent dans les rues du Royaume-Uni pour manifester. Cette fois-ci, elle ne parvient pas à maîtriser l’évènement et se retrouve contrainte de démissionner l’année suivante en 1990 après le départ de plusieurs conservateurs.